# José Adalberto Castro Castro
José Adalberto Castro Castro (Angostura, Sinaloa; 19 de octubre de 1950) es un político mexicano, miembro del Partido Revolucionario Institucional. Fue senador de la República de 2003 a 2006.

## Biografía
Es licenciado en Administración de Empresas por la Universidad Nacional Autónoma de México (UNAM) y maestro en Finanzas Públicas por el Instituto de Estudios Superiores en Administración Pública (IESAP). Tiene además un diplomado en Alta Dirección de Empresas por el Instituto Nacional de Administración Pública (INAP).
Es miembro del PRI desde 1965. De 1971 a 1972 fue gerente de Relaciones Públicas y gerente de sucursal del entonces Banco Mercantil de Monterrey, de 1972 a 1976 fue inspector fiscal federal y visitador general de aduanas en la Secretaría de Hacienda y Crédito Público (SHCP) y de 1977 a 1979 fue jefe de la Unidad de Auditoría Administrativa de la Secretaría de Comunicaciones y Transportes (SCT)
De 1979 a 1981 fue gerente regional del Banco Obrero en Sinaloa, nombrado por su director general Alfredo del Mazo González. En 1981 fue subdirector de Auditoría de la Secretaría de Programación y Presupuesto (SPP) y posteriormente Del Mazo, ahora gobernador del Estado de México, lo nombró director del Instituto de Seguridad Social del Estado de México y Municipios (ISSEMYM) de 1982 a 1986. En 1986 el presidente Miguel de la Madrid nombró a Del Mazo titular de la Secretaría de Energía, Minas e Industria Paraestatal (SEMIP) y entonces Castro Castro fue designado director general de administración, organización, programación, presupuesto de la dependencia y permaneció en dicho cargo hasta 1991, durante las administraciones de Del Mazo y de su sucesor en la SEMIP, Fernando Hiriart Balderrama.
De 1991 a 1992 fue delegado de la Secretaría de Pesca en Sinaloa, y de 1993 a 1998 fue titular de la secretaría de Desarrollo Social, Medio Ambiente y Pesca del gobierno de Sinaloa, siendo gobernador Renato Vega Alvarado. De 1999 a 2000 fue delegado general del PRI en Baja California Sur y coordinador de la campaña presidencial del mismo partido en dicho estado.
En 2000 fue elegido senador suplente en primera fórmula las Legislaturas LVIII y LIX que concluyeron en 2006 y siendo senador propietario Lauro Díaz Castro. El 25 de julio de 2003 falleció el senador Díaz Castro, en consecuencia José Adalberto Castro Castro fue llamado a la senaduría rindiendo protesta el 29 de agosto siguiente. En el Senado fue secretario de las comisiones de Desarrollo Regional; y, de Salud y Seguridad Social; así como integrante de las comisiones de Agricultura y Ganadería; de Marina; de Medio Ambiente, Recursos Naturales y Pesca; y, de Recursos Hidráulicos.
Previo a asumir la senaduría, de 2000 a 2002 fue delegado del Instituto Mexicano del Seguro Social (IMSS) en el estado de Hidalgo, posteriormente en el Poniente del Estado de México, y el 14 de noviembre de 2015 fue nombrado delegado del IMSS en Sinaloa.